# فابيانا (لاعبة كرة قدم)
فابيانا دا سيلفا سيمويس (4 أغسطس 1989)، المعروفة باسم فابيانا، فابي سيمويس أو فابيانا بايانا، هي لاعبة كرة قدم برازيلية تلعب لصالح نادي سانتوس. وهي في الأساس ظهير أيمن، ويمكنها اللعب كجناح أيمن.

## مهنة دولية
شاركت في بطولة العالم للسيدات تحت 20 سنة 2006، مع المنتخب البرازيلي الذي احتل المركز الثالث. وفي نوفمبر 2006، ظهرت لأول مرة على المستوى الدولي في مباراة البرازيل في بطولة أمريكا الجنوبية لكرة القدم للسيدات ضد البيرو في ملعب خوسيه ماريا مينيلا، مار ديل بلاتا.

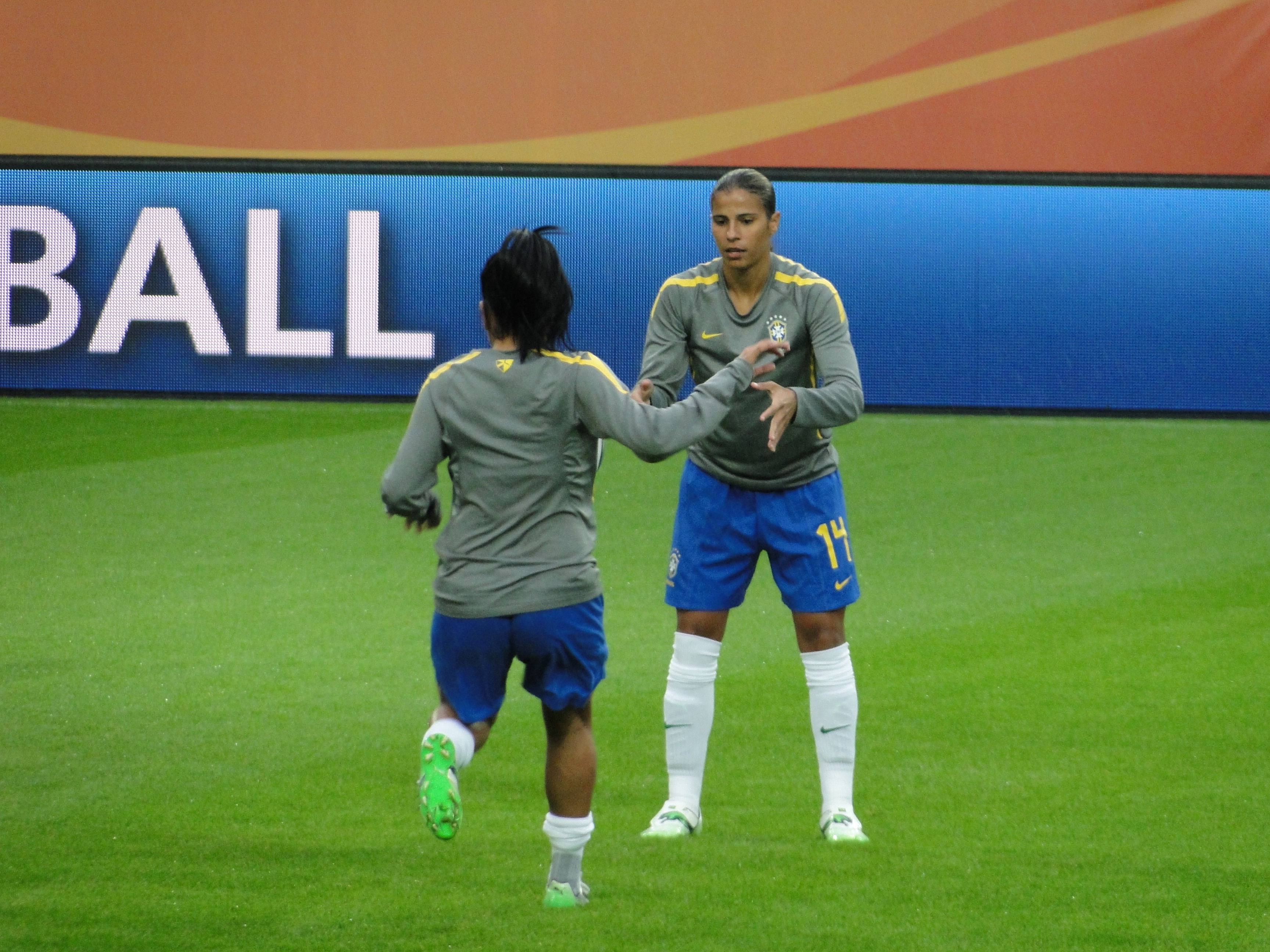
فابيانا (على اليمين) في كأس العالم للسيدات 2011 في ألمانيا

وشاركت في أولمبياد بكين 2008، وفازت بالميدالية الفضية عندما خسرت البرازيل المباراة النهائية بنتيجة 1-0 بعد الوقت الإضافي أمام الولايات المتحدة. في كأس العالم للسيدات 2011 في ألمانيا، فازت البرازيل بقيادة فابيانا على أستراليا والنرويج وغينيا الاستوائية لتتأهل إلى المركز الأول من مجموعتها. ثم خسروا ربع النهائي بركلات الترجيح أمام الولايات المتحدة بعد التعادل 2-2.

### الأهداف الدولية
| ت | تاريخ      | موقع                 | الخصم    | الأهداف | نتيجة | مسابقة                      |
| - | ---------- | -------------------- | -------- | ------- | ----- | --------------------------- |
| 1 | 2011/12/11 | ساو باولو ، البرازيل | تشيلي    | 4–0     | 4–0   | تورنيو انترناسيونال 2011    |
| 2 | 2012-12-09 | ساو باولو ، البرازيل | البرتغال | 2–0     | 4–0   | تورنيو انترناسيونال 2012    |
| 3 | 2012-12-19 | ساو باولو ، البرازيل | الدنمارك | 2–0     | 2–2   | تورنيو انترناسيونال 2012    |
| 4 | 25/09/2013 | سافييز ، سويسرا      | المكسيك  | 1–0     | 4–0   | كأس فاليه 2013              |
| 5 | 12/09/2014 | لوخا ، الإكوادور     | بوليفيا  | 6–0     | 6–0   | كوبا أمريكا 2014            |
| 6 | 14/09/2014 | لوخا ، الإكوادور     | باراغواي | 4–1     | 1–4   | كوبا أمريكا 2014            |
| 7 | 2015-07-25 | تورنتو كندا          | كولومبيا | 4–0     | 4–0   | دورة الألعاب الأمريكية 2015 |
| 8 | 2017-09-19 | ملبورن أستراليا      | أستراليا | 1–0     | 2–3   | ودية                        |

## الإنجازات

### فردي
- فريق العقد للسيدات من الاتحاد الدولي: 2011-2020.[5]

## روابط خارجية
- فابيانا  على سكروي
- فابيانا – سجل منافسات الفيفا